# Dar Fertit
Dar Fertit (auch Dar Fartit; arabisch دار فرتيت, DMG Dār Fartīt) ist ein historischer Begriff für die Niederungen des südlichen Darfur (Dar Fur) im Sudan und des östlichen Hochlands im Osten der heutigen Zentralafrikanischen Republik, der den Nebenfluss Weißen Nil beinhaltet.
Dar bedeutet „Heimat“. Als Fertit werden zusammenfassend viele Ethnien und Sprachgruppen im südlichen Darfur und im südsudanesischen Bundesstaat Western Bahr el Ghazal verstanden, die nicht zu den Dinka, Arabern und nicht zu den Luo gehören. Seit 1840 wurde die Region, zusammen mit dem heutigen Südsudan, von keinem anderen Staat beansprucht. Nicht einmal die muslimischen Sultane, die dort Sklavenhandel betrieben, beanspruchten das Gebiet. 1873 annektierte Ägypten unter dem Osmanischen Reich das Gebiet und expandierte um den weißen Nil herum.

## Geschichte
Von 1700 an wurden Darfur und andere Sultanate oft überfallen, um Menschen zu versklaven oder eben jenige wieder abzugeben. Der Name Fertit, dessen Etymologie unbekannt ist, wurde auf die Bevölkerung südlich von Darfur übertragen und bezeichnete Nicht-Muslime, die rechtlich nicht zu versklaven sind. Im 19. Jahrhundert flohen schwarzafrikanische Bevölkerungsteile aus dem Westen und Norden auf der Suche nach Schutz vor Überfällen oder Angst vor Sklaverei nach Dar Fertit. Als Ägypten in den Süden des Sudan expandierte, erhielten private Kaufleute eine Konzession, die es ihnen erlaubte, Elfenbein zu fördern und weitere Menschen als Sklaven zu unterjochen. Diese Kaufleute agierten außerhalb ihrer Festungen, die sie eigens errichteten, genannt zaribas.
Mitte des 19. Jahrhunderts eroberte Al-Zubayr Rahma, einer der Sklavenhändler, Dar Fertit und machte es zu seinem persönlichen Besitz.